# 凯尔克海姆
陶努斯山区凯尔克海姆（德語：Kelkheim (Taunus)），通称凯尔克海姆（德語：Kelkheim，發音：[ˈkɛlkhaɪm] ⓘ），是德国黑森州达姆施塔特行政区美因-陶努斯县的城市，面积30.73平方千米，2023年12月31日人口为29,106人。